# Bystrá (přítok Belé)
Bystrá je potok na Liptově, na území okresu Liptovský Mikuláš, je to pravostranný přítok Belé s délkou 7 km.
Pramení v Západních Tatrách, v části Liptovské Tatry, na jižním úpatí vrchu Bystrá v nadmořské výšce kolem 1810 m. Teče severojižním směrem přes Bystrou dolinu, zprava přibírá dva významnější přítoky – od Ježové a od Suchého Hrádku. Do Belé ústí v Liptovské kotlině jihozápadně od Podbanského v nadmořské výšce cca 859 m. Má bystřinný charakter. Na dolním toku protéká rekreační osadou Hrdovo.